# ژاک فان در پول
ژاک فان در پول (هلندی: Jacques van der Poel؛ زادهٔ ۵ ژانویهٔ ۱۹۶۳) دوچرخه‌سوار اهل هلند است.